# St. Martin (Niederwöhr)

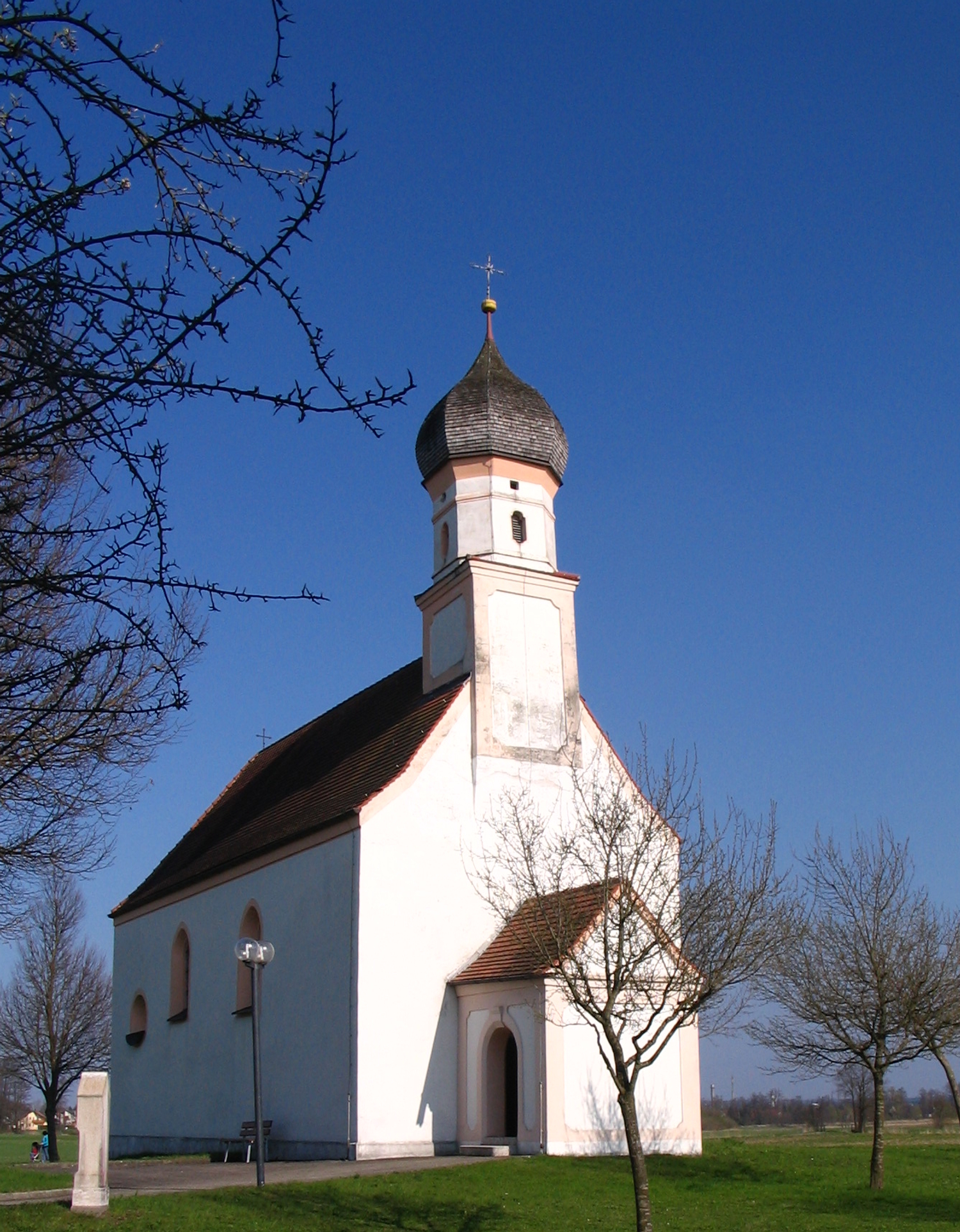
Kirche St. Martin in Niederwöhr

Die katholische Filialkirche St. Martin in Niederwöhr, einem Ortsteil der Gemeinde Münchsmünster im Landkreis Pfaffenhofen an der Ilm in Bayern, wurde im Kern wohl im 16. Jahrhundert errichtet und im 17./18. Jahrhundert verändert. Die Kirche an der Martinstraße 22 mit dem Patrozinium des heiligen Martin ist ein geschütztes Baudenkmal. 
Der verputzte Saalbau mit dreiseitigem Chorschluss, Giebeldachreiter mit Zwiebelhaube und kleinem Vorzeichen besitzt ein flachgedecktes Langhaus. Der Chor ist leicht eingezogen und wird von einem Tonnengewölbe gedeckt. Die hölzerne Westempore besitzt Rahmenmotive.
Von der Ausstattung sind der Hochaltar mit Säulenaufbau (um 1720) und die volkstümliche, farblich gefasste Stuckkanzel erwähnenswert.